# Nanopartikel
Nanopartikel er betegnelsen der bliver brugt om partikler der er mindre end 100 nanometer i alle 3 dimensioner. Betegnelsen nanopulver kan også blive brugt.
Der er flere måder at producere nanopartikler på; slid og pyrolyse er ofte brugte metoder. Ved slid males mikro- eller makropartikler til pulver, f.eks. i en roterende tromle fyldt med hårde kugler. Ved pyrolyse bliver et organisk stof (enten som væske eller som gas) presset gennem en åbning ved højt tryk og brændt.

## Nanopartikler og sundhed
Der er nu kommet ny viden om, hvordan nanopartikler af Carbon black kan trænge ind i organismen gennem lunger, mave og tarm.  I forbindelse rejses nu spørgsmål om risici for forbrugere ved indtagelse af aktivt kul som efter en druktur og ved indånding af partikler ved kopimaskiner.
Både indendørs og udendørs atmosfærisk forurening består af nanopartikler. De indendørs forureningskilder er stearinlys, madlavning og brødristere. Forsøg på mus og rotter viser at nanopartikler kan medføre skader på DNA.
Nanopartikler i tatoveringsfarver bliver transporteret til lymfeknuder, som bliver forstørret.

## Nanoplast
De mindste partikler af mikroplast, kaldet nanoplast, der stammer fra nedbrydning af al slags plast, er mest bekymrende fordi de muligvis er i stand til at trænge ind i celler, hvilket potentielt kan forstyrre de normale cellulære aktiviteter og være sygdomsfremkaldende.